# Jomonperiode
De Jomonperiode (Japans: 縄文時代, Jōmon-jidai) is een periode binnen de Japanse prehistorie gedateerd tussen 10.000 v.Chr. en 300 v.Chr. Deze periode volgde na het paleolithicum van Japan en werd gevolgd door de Yayoiperiode. Resten worden voornamelijk gevonden in zuidelijk centraal Honshu en noordelijk Kyushu.

## Naamverklaring en periodeafbakening
De Jomonperiode wordt gekarakteriseerd door de aanwezigheid van aardewerk, met de typische Jōmon(縄文)-koordmarkeringen waar deze periode haar naam aan te danken heeft. De aanwezigheid van aardewerk markeert het verschil met de paleolithische periode. Op de Jomonperdiode volgde de Yayoiperiode, waarbij het karakteristieke verschil de cultivatie van rijst op natte velden is, samen met het gebruik van metaal. Hoewel landbouw alleen later bedreven werd, wordt de volledige Jomoncultuur door sommige historici toch tot het neolithicum gerekend.
Reeds rond 10.000 v. Chr. was er in Japan aardewerk; ongeveer gelijktijdig met het vroegste aardewerk elders in de wereld. Men vermoedt dat het vanuit het vasteland (Korea of Mantsjoerije) is overgenomen. Het jomonaardewerk geldt als een van de hoogtepunten van de pottenbakkerscultuur uit de steentijd.

### Beginnende Jomonperiode (ca. 10.000–8000 v. Chr.)
Deze periode is een overgangsperiode tussen de paleolithische en neolithische manier van leven. Archeologische vondsten tonen aan dat mensen een nomadisch bestaan leidden en leefden van de jacht en van wat er op het land te vinden was. Deze periode kenmerkt zich door de vondst van de eerste aardewerken en stenen werktuigen.

### Vroegste Jomonperiode (ca. 8000–5000 v. Chr.)
Tijdens deze periode vormt het begin van de Jomoncultuur. Ook werd in deze periode door de klimaatverandering en de opvolgende zeespiegelstijging de zuidelijke eilanden Shikoku en Kyushu gescheiden van de rest van Japan. Door de temperatuurstijging nam de voedselvoorraad geleidelijk toe, waardoor het dieet van de gemiddelde bewoner veranderde. Dit kwam ook door de scheepvaart die zich ontwikkelde tijdens deze periode en toenemende visserij.

### Vroege Jomonperiode (circa 5000–2500 v. Chr.)
Door de hoge waterstanden veranderden de kuststreken in moeraslanden. Uit de overeenkomsten tussen de aardewerken gevonden in Korea en Kyushu wordt geconcludeerd dat er tijdens de vroege Jomonperiode al handel was tussen de twee landen. Het was tevens tijdens deze periode dat de eerste inlandse dorpen ontstonden.
De beroemde Jomonparel werd waarschijnlijk rond 3000 v. Chr. gevonden. Dat wijst er op dat de Jomoncultuur al parels viste.

### Middenjomonperiode (circa 2500–1500 v. Chr.)
Deze periode wordt gezien als het hoogtepunt van de Jomoncultuur. Dit was mede te danken aan het warme klimaat, wat de mensen de mogelijkheid gaf om zich in plaats van aan de kust in de bergen te huisvesten. Door het gunstige klimaat was er een overvloed aan voedsel, wat de verbeteringen in het gevonden aardewerk en de gereedschappen verklaart. Ook vonden de eerste vormen van landbouw plaats tijdens deze periode, evenals de eerste rituele praktijken.

### Late Jomonperiode (circa 1500–1000 v. Chr.)
Tijdens deze periode begon het klimaat weer af te koelen, wat een migratiestroom van de bergen naar de kust in gang zette. In deze periode werd er dan ook vooral op het gebied van de visserij grote vooruitgang geboekt, zoals de uitvinding van de harpoen. Door de migratiestromen kwamen de verschillende groepen meer in contact - te zien aan de steeds grotere gelijkenissen tussen de gevonden objecten uit deze tijd - wat onder andere de verdere ontwikkeling van de religie tot gevolg had.

### Slotjomonperiode (ca. 1000–300 v. Chr.)
Tijdens deze periode was het klimaat zo ver afgekoeld dat de opvolgende inkrimping van de voedselvoorzieningen grote sterfte tot gevolg had. De bevolking kromp niet alleen, maar groeide ook verder uit elkaar; mensen gingen zich weer in kleinere groepen organiseren. Ook ging men wegens voedselgebrek zelf voedsel verbouwen. Vanuit het zuiden begon de Yayoicultuur zich te verspreiden.

## Cultuur
Tijdens het paleolithicum leidde de bevolking van Japan nog een rondtrekkend bestaan. Doordat ten tijde van de Jomon het grote wild van het Japanse vasteland al grotendeels verdwenen was, aten de mensen opvallend minder vlees dan de voorgaande bewoners van Japan. In plaats daarvan werden meer fruit, noten, bessen, wortels en zaden gegeten, maar nog opvallender was de ontwikkeling van de vangst van vis en schaaldieren.
Toen na de laatste ijstijd in de periode van 5000 tot 2500 v.Chr. de aarde opwarmde tot een gemiddelde temperatuur 4 graden Celsius hoger dan nu, vond er door de toenemende beschikbaarheid van voedsel een evolutie in de samenleving plaats. Uit deze tijd zijn de eerste huizen gevonden; kuilen van zo'n 50 centimeter diep en 5-6 meter breed waarboven men een simpel dak construeerde van palen en riet. Deze kuilwoningen worden tateana genoemd. Dit is tevens de periode waarin de eerste grote dorpen ontstonden. In het begin bevonden deze zich alleen nabij de zee, maar naarmate de voedselbeschikbaarheid groter werd ontstonden deze dorpen ook landinwaarts. De overblijfselen van huizen zijn allemaal even eenvoudig, en de doden werden allemaal in massagraven begraven. Dit impliceert dat er in de Jomonmaatschappij nog niet of nauwelijks sprake was van maatschappelijk onderscheid door armoede of rijkdom.
Tijdens de latere Jomonperiode ging de landbouw een steeds grotere rol spelen. Men verbouwde gerst, boekweit en rijst (in droge rijstbouw) en hield varkens en runderen. In deze periode vond er ook handel plaats met Korea. Rond 250 v.Chr. leidden invloeden vanuit het vasteland tot de opkomst van de nieuwe Yayoicultuur.

## Galerij

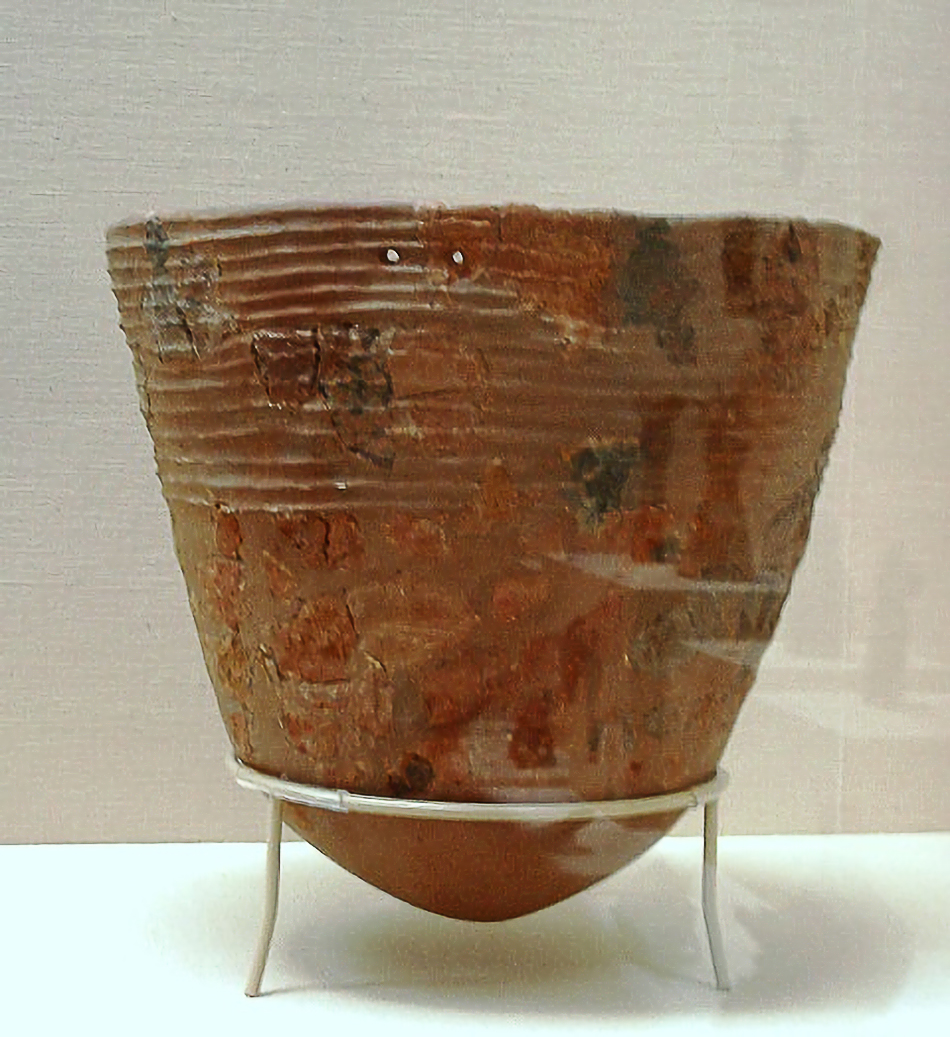
Aardewerk Beginnende Jomonperdiode
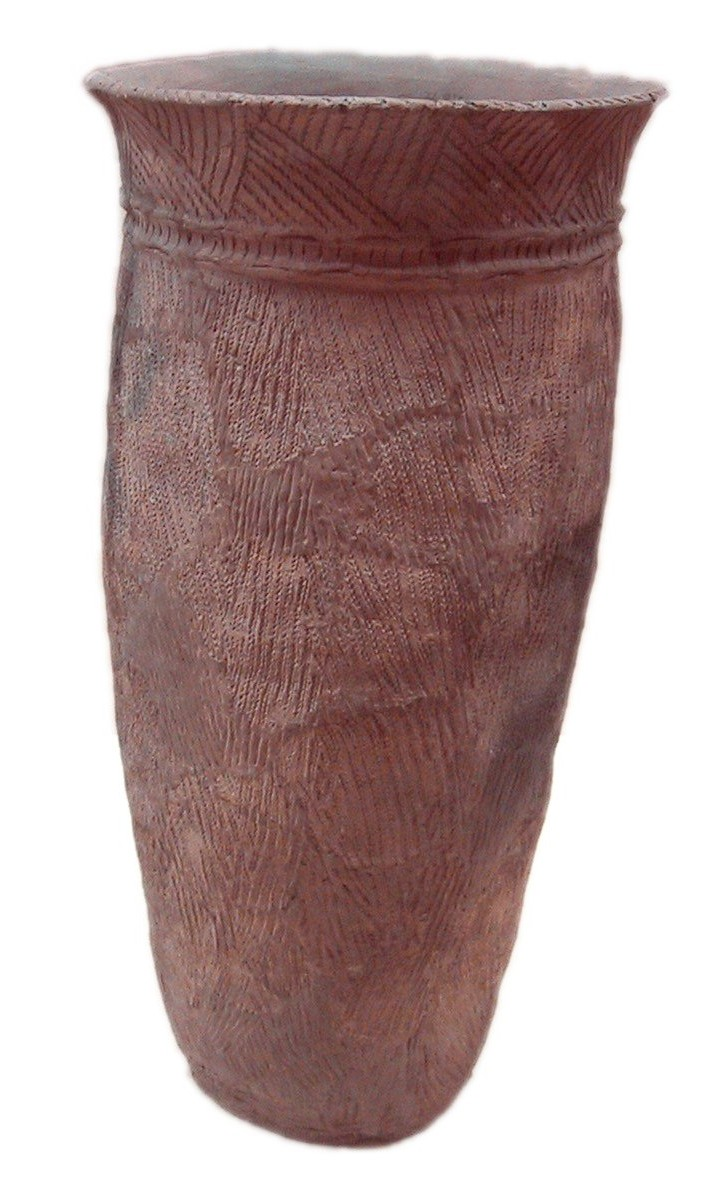
Aardewerk Vroege Jōmonperdiode
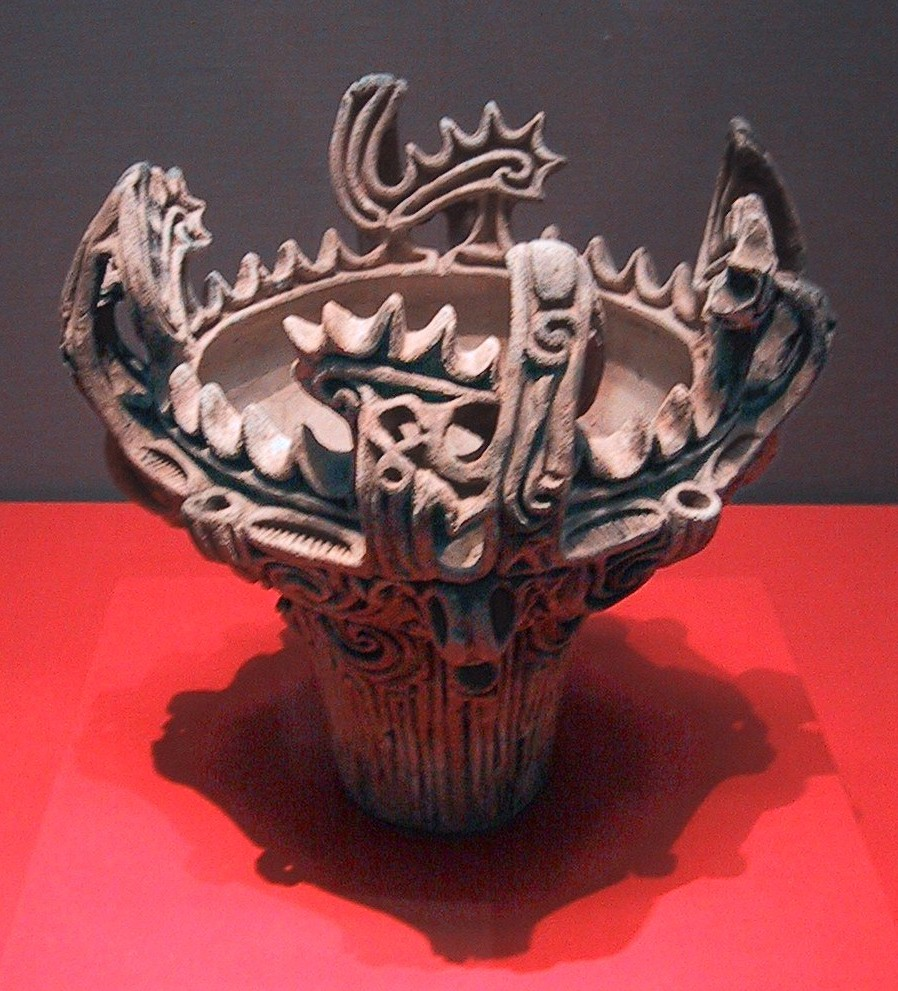
Aardewerk Middenjomonperdiode
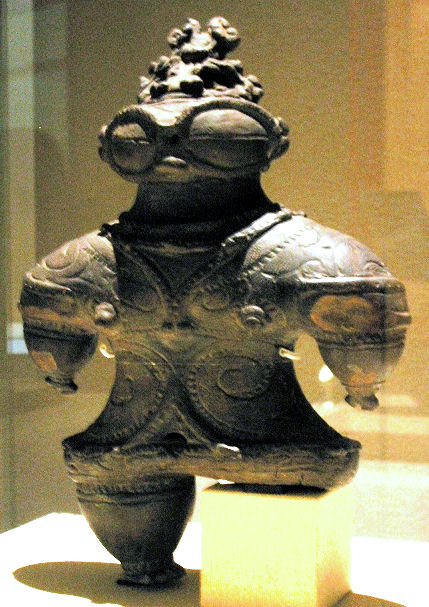
Beeldje slotjomonperdiode